# Lehká temná hmota
V astronomii a kosmologii je lehká temná hmota kandidátem na temnou hmotu slabě interagujících masivních částic (WIMP) s hmotností méně než 1 GeV. Tyto částice jsou těžší než teplá temná hmota a horká temné hmoty, ale jsou lehčí než tradiční formy chladné temné hmoty. Leeova-Weinbergova vazební  limitní hmotnost oblíbeného kandidáta temné hmoty, který interaguje prostřednictvím slabé interakce {\displaystyle \approx 2} GeV. To zákonitě vzniká následovně. Čím nižší hmotnost WIMPů je, tím nižší je anihilační účinný průřez, která je určen vzorcem {\displaystyle \approx m^{2}/M^{4}}, kde m je hmotnost WIMPu a M hmotnost Z-bosonu. To znamená, že produkce WIMPu nízké hmotnosti, které by byly hojně produkovány v raném vesmíru, zamrzla (tj. došlo k zastavení interakce) mnohem dříve, a proto při vyšší teplotě, než WIMPy s vyšší hmotností. To vede k vyšší hustotě reliktů WIMPů. Kdyby byla hmotnost nižší než {\displaystyle \sim 2} GeV hustota reliktů WIMPů by zakřivila vesmír do sebe.
Některé z mála mezer umožňují, aby se zabránilo Leeově-Weinbergově limitu bez zavedení nových sil pod elektroslabým měřítkem, které byly vyloučeny pomocí urychlovačových experimentů (CERN, Tevatron), a v rozkladu B mezonu.
Životaschopný způsob budování modelů lehké temné hmoty je tedy postulovat nové lehké bosony. Tím se zvyšuje účinný průřez anihilace a snižuje se vázání temné hmoty a částic Standardního Modelu, což je v souladu s urychlovačovými experimenty.

## Motivace
V posledních letech se lehká temná hmota stala populární díky mnoha výhodám, které teorie má. Sub-GeV temná hmota byla použit k vysvětlení pozitronových přebytků v galaktické centru pozorovaných družicí INTEGRAL, přebytku gama záření z galaktického středu  a extragalaktických zdrojů. Také bylo navrženo, že lehká temné hmota může vysvětlit malý rozdíl v naměřené hodnotě konstanty jemné struktury v různých experimentech.

## Další literatura
- BERTONE, Gianfranco. Particle Dark Matter: Observations, Models and Searches. [s.l.]: Cambridge University Press, 2010. ISBN 978-0-521-76368-4. S. 762.